# Большой Полом (Удмуртия)
Большой Полом — деревня в Красногорском районе Удмуртской республики.

## География
Находится в северо-западной части Удмуртии на расстоянии приблизительно 30 км на запад-северо-запад по прямой от районного центра села Красногорское.

## История
Известна с 1873 года как починок Большой Полом (Над речкой Бухмой) с 18 дворами, в 1905 здесь (уже деревня Больше-Поломское) 45 дворов, в 1924 (Полом Большой) 51 двор. Современное название с 1945 года. До 2021 года входил в состав Курьинского сельского поселения.

## Население
Постоянное население составляло 223 человека (1873 год), 242 (1905), 206 (1924), 4 человека в 2002 году (русские 75 %), 12 в 2012.